# Дубки (памятник природы)
«Дубки» — сохранившиеся фрагменты уничтоженных антропогенной деятельностью дубовых лесов, покрывавших предгорье Крыма после последнего оледенения, охраняются государством.

## География дубрав
Реликтовые дубравы располагаются частично по северному склону Внутренней, но главным образом в пределах Внешней гряды. В границах внешнекуэстовых ландшафтов находится 37 обособленных небольших рощиц «дубков», площадью от нескольких квадратных километров до нескольких гектаров (Ближние и Дальние Симферопольские дубки, Осьминские и др.).

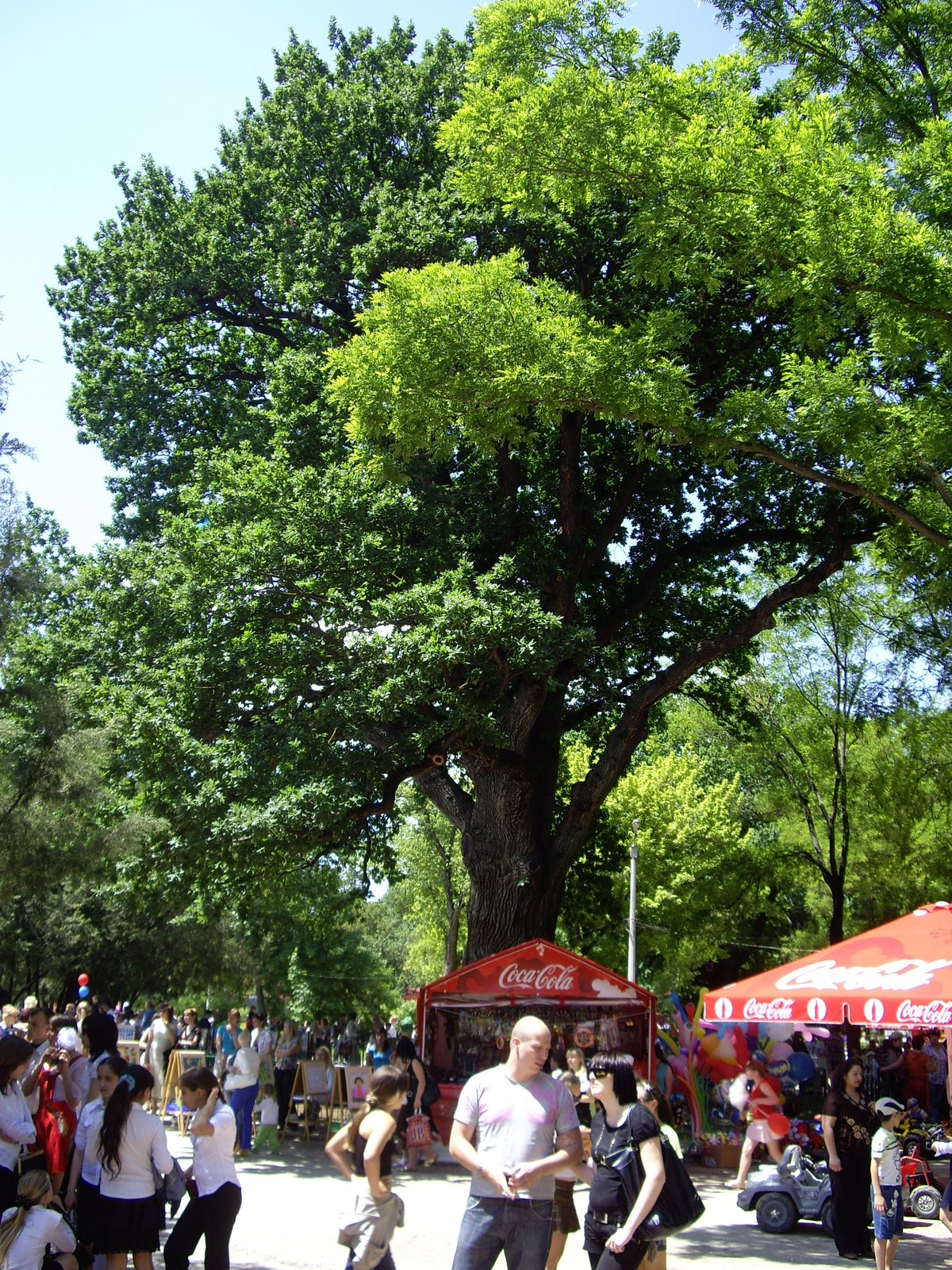
Дуб «Богатырь Тавриды». Детский парк в Симферополе

Куртинный дубняк сочетается с участками степей. Поэтому можно назвать растительные сообщества этих ландшафтов лесостепными. В «дубках» древесные растения обрели под воздействием многовековой хозяйственной деятельности человека низкорослый кустарниковый облик. Преобладающий здесь дуб пушистый (Quercus pubescens) — преимущественно порослевого происхождения. В прошлом леса господствовали в крымском предгорье. Об этом свидетельствует, в частности, план Симферополя, составленный в 1786 году: на территории, где расположен ныне Детский парк в Симферополе, и всём правобережье Салгира написано «лес». Реликтами его являются и поныне растущие в Детском парке дубы-великаны.

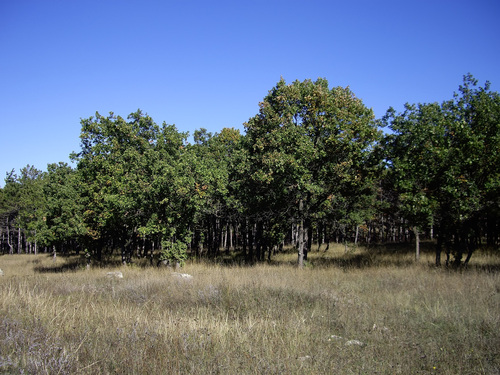
Симферопольские «Дубки». ул. Маршала Жукова, Симферополь.

Один из них — «Богатырь Тавриды»— имеет 650-летний возраст. Высота его 25 м, окружность ствола 5,25 м.

### Единичные старые деревья
От многих рощ сохранились единичные старые деревья.
Ещё один великан — дуб черешчатый (Quercus robur) — сохранился в долине реки Биюк-Карасу, возле села Яблочное. Возраст превышает 700 лет, высота его достигает 18 метров, обхват ствола у основания составляет 12 метров. Этот дуб — всё что осталось от пойменных дубрав. За уникальность дуб получил в 1997 году статус памятника природы местного значения и известен официально под именем Суворовский (второе название — «Четыре брата»: мощную крону дуба поддерживали четыре ствола. После сильного снегопада одна из ветвей обломилась). По легенде под этим дубом А. В. Суворов вёл переговоры с посланником турецкого султана в марте 1777 года.
В 1922 году у села Биюк-Сюрень (Танковое) было срублено уникальное дерево черешчатого дуба, возраст которого считался около 1500 лет — это было самое старое дерево полуострова, а по мнению знаменитого садовода Л. П. Симиренко «наш крымский великан — старейшее дерево в Европе». По последним измерениям, проводившимся по заданию Л. П. Симиренко в 1910 году, окружность его ствола достигала 11,4 м, а окружность кроны — 46 м.
Впервые этот дуб открыл для науки и измерил в конце XVIII века П. С. Паллас:

иногда находятся весьма толстые дубы, из которых отменитее всех растущий близ деревни Суреене: ибо пень его имеет в окружности даже до 30 футов (9,15 м)

…

окружность площади тени, даваемой в полдень его кроной равнялась 100 шагам.

В 1852 году дерево измерил Х. Х. Стевен — окружность ствола составляла уже 11,1 м, высота дерева 26,7 м, а диаметр кроны 31 метр.